# Zuhayr ibn Qays
Zuhayr ibn Qays al-Balawī (fallecido en 688) fue un compañero del profeta islámico Mahoma y un comandante árabe que luchó al servicio de los califas califato Rashidun, Omeya y Abd Allah ibn al-Zubayr. Desempeñó un papel clave en las primeras conquistas musulmanas de Egipto, Barca (Cirenaica) e Ifriqiya. Cuando esta última provincia cayó ante una alianza bizantino-bereber en 682, Zuhayr recibió el mando del ejército para restaurar el dominio árabe. Durante esa campaña, retomó temporalmente Kairuán, la capital de los árabes en Ifriqiya, y mató al jefe bereber Kusaila, pero fue asesinado por los invasores bizantinos en su camino de regreso a Barca.

## Biografía

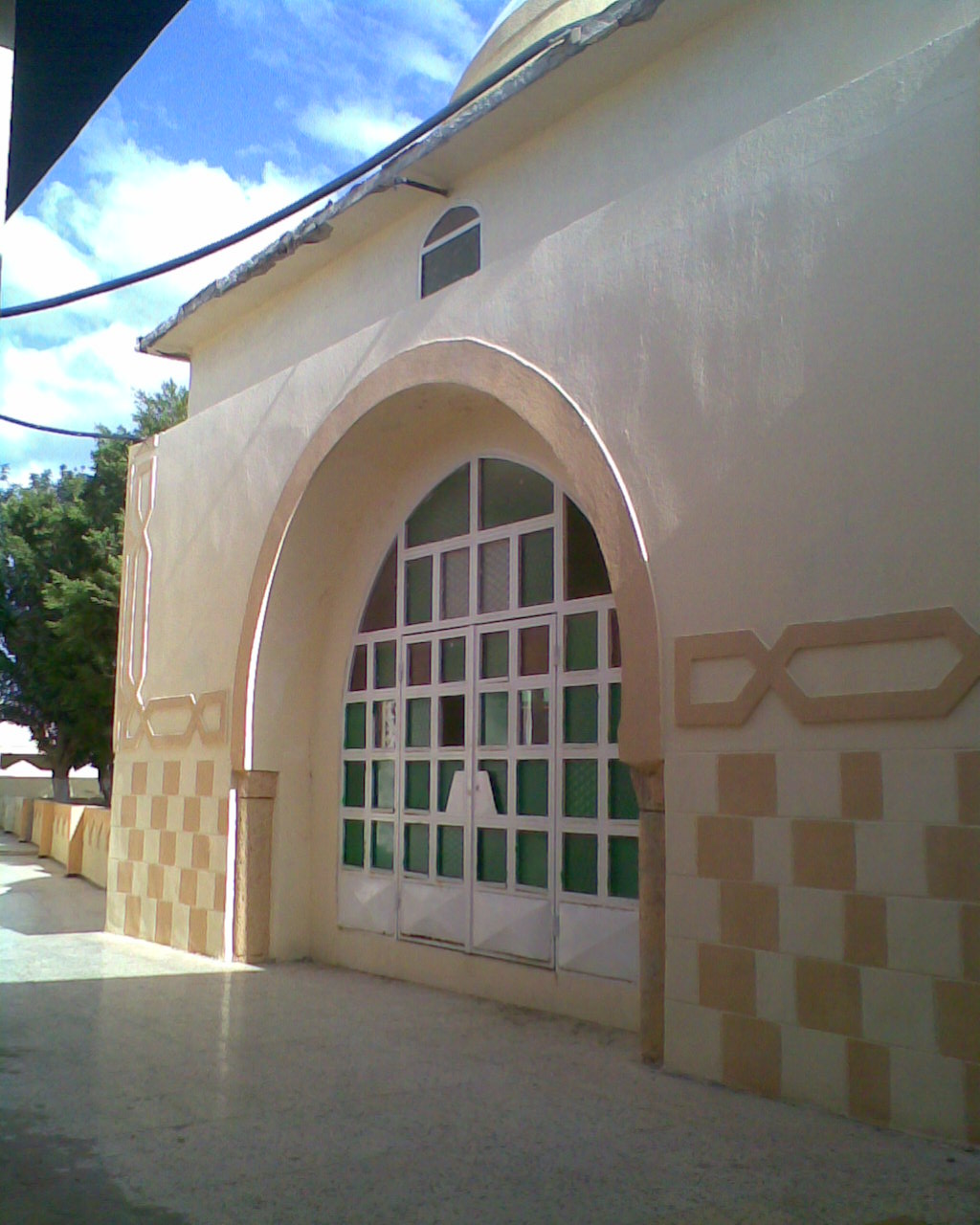
La supuesta tumba de Zuhayr ibn Qays en Derna, Libia (fotografiada en 2010).

Zuhayr pertenecía a la tribu de los balíes, que a su vez formaba parte de la mayor confederación de Quda'a que estaba presente en toda Siria y en el norte de Hiyaz. Algunas fuentes musulmanas, a saber, Ibn Hajar al-Asqalani y Al-Suyuti, lo consideran un sahaba (compañero) del profeta Mahoma, mientras que Al-Suyuti también lo sitúa en la segunda generación de musulmanes, conocida como el tabi‘un. Según Ibn Hajar, Zuhayr participó en la conquista musulmana de Egipto en 639. Más tarde sirvió como teniente comandante del ejército de Uqba ibn Nafi durante la conquista musulmana del Magreb en 670. En esa campaña, desempeñó un papel en la captura de Sirte y fue nombrado su gobernador. Los árabes se establecieron la ciudad de Kairuán en Ifriqiya para guarnecer a sus tropas y familias y cuando Uqba avanzó al oeste de Kairuán, Zuhayr lo acompañó. Mientras Uqba hacía campaña en la región de Sus (en el actual Marruecos), ordenó a Zuhayr que regresara con la mayoría de las tropas árabes a Kairuán para defender la ciudad de un inminente ataque bizantino.
Uqba fue posteriormente asesinado por los bereberes respaldados por los bizantinos dirigidos por Kusaila en 682. El pánico se apoderó de las tropas árabes de Kairuán; la mayoría se puso del lado de Hanash al-San'ani, que abogó por la retirada a Barca (Cirenaica), mientras que Zuhayr favoreció la resistencia. El ejército finalmente se retiró. Mientras tanto, una importante crisis política se apoderó de gran parte del Califato Omeya con el estallido de la segunda Fitna. Zuhayr entró al servicio del gobernador de Egipto, Abd al-Rahman ibn Utba al-Fihri, que se alió con el rival de los omeyas, el califa Abd Allah ibn al-Zubayr de La Meca. Luchó junto a Abd al-Rahman ibn Utba al-Fihri durante un asalto contra el príncipe y general omeya Abd al-Aziz ibn Marwan en Áqaba, en la costa siria del Mar Rojo. Los omeyas acabaron por apoderarse de Egipto y Abd al-Aziz se convirtió en su gobernador, tras lo cual él y Zuhayr se reconciliaron, aunque Abd al-Aziz siguió desconfiando de él. Instaló a Zuhayr como vicegobernador de Barca con instrucciones de combatir a los bizantinos. Las tensiones se desarrollaron entre el gobernador y Zuhayr cuando el primero lo menospreció; Zuhayr respondió que debido a su papel en la rescensión del Corán, debía ser tratado con honor.
Según el historiador Mohamed Talbi, el hermano de Abd al-Aziz, el califa Abd al-Málik, designó a Zuhayr para dirigir una campaña para derrotar a la alianza bizantino-bereber y restaurar la posición árabe en Ifriqiya. Para ello, Zuhayr recapturó Kairuán y condujo a los bereberes hacia el oeste hasta Mams, donde mató a Kusaila. No está claro cuándo ocurrieron precisamente estos acontecimientos, pero fue en algún momento antes de la muerte de Zuhayr a manos de los invasores bizantinos en Barca en 688. Sobre ese incidente, el historiador Reif Georges Khoury escribe que Zuhayr «murió valientemente con 70 de sus compañeros antes de que el resto de las tropas pudieran acudir en su ayuda».